# 科羅拉多 (南里奧格蘭德州)
科羅拉多（葡萄牙語：Colorado）是巴西的城鎮，位於該國南部，由南里奧格蘭德州負責管轄，始建於1962年6月3日，面積286平方公里，海拔高度428米，2010年人口3,550，人口密度每平方公里12.4人。
28°31′26″S 52°59′38″W / 28.52389°S 52.99389°W